# Maciej Foltyn
Maciej Foltyn (ur. 24 kwietnia 1992) – polski futsalista, bramkarz, obecnie zawodnik KS Acana Orzeł Futsal Jelcz-Laskowice.
Maciej Foltyn swoją karierę rozpoczynał w piłkarskim Sokole Pniewy. Pierwszą futsalową drużyną tego zawodnika była Akademia FC Pniewy, z którą zdobył Mistrzostwo Polski w sezonie 2011/2012. W 2011 roku zadebiutował w reprezentacji Polski U-21, rok później pierwszy raz otrzymał powołanie do reprezentacji Polski A. W sezonie 2012/2013 był zawodnikiem Marwitu Toruń. Od początku sezonu 2013/2014 jest zawodnikiem Red Dragons Pniewy, z którym w tym samym sezonie wygrał rozgrywki I ligi w grupie północnej i awansował do ekstraklasy. W czerwcu 2017 dołączył do projektu KS Acana Orzeł Futsal, który w podwrocławskim Jelczu-Laskowicach walczy o awans do Futsal Ekstraklasy. Oprócz występów w 1 zespole Maciej Foltyn jest również trenerem w Akademii Futsalu, gdzie odpowiada za szkolenie najmłodszych grup dzieci.